# Angela Billingham
Pour les articles homonymes, voir Billingham (homonymie).
Angela Billingham, née le 31 juillet 1939 à Liverpool, est une femme politique britannique.
Membre du Parti travailliste, elle est députée européenne de 1994 à 1999. Elle est pair à vie depuis 2000.